# Petrovec
Petrovec (en macédonien : Петровец ) est une commune du nord de la Macédoine du Nord. Elle comptait 9 150 habitants en 2021 et s'étend sur 201,93 km2. Elle est proche de l'aéroport international de Skopje, le plus grand du pays, qui se trouve sur le territoire de la commune d'Ilinden au nord-ouest.
La commune commence au nord dans la vallée du Vardar, à proximité de Skopje, puis s'étend au sud dans une zone de moyennes montagnes, en descendant la rivière Pčinja.
Son territoire est limitrophe de ceux des communes de Studeničani, Zelenikovo, Ilinden, Kumanovo, Sveti Nikole et Veles. Elle compte plusieurs villages : Petrovec, où se trouve le siège de la commune, Badar, Blatsé, Breznitsa, Gorno Konyari, Gradmantsi, Divlyé, Dolno Konyari, Katlanovo, Kojlé, Letevtsi, Ognyantsi, R'janitchino, Sredno Konyari, Souchitsa et Ḱoyliya.

## Administration
La commune est administrée par un conseil municipal élu au suffrage universel tous les quatre ans. Il adopte les plans d'urbanisme, accorde les permis de construire, planifie le développement économique local, protège l'environnement, prend des initiatives culturelles et supervise l'enseignement primaire. Il compte 11 conseillers municipaux.
Le pouvoir exécutif est détenu par le maire, lui aussi élu au suffrage universel. Depuis 2009, le maire de Petrovec est Borče Mitevski, membre de VRMO-DPMNE.

## Démographie

### Évolution démographique
| 1994  | 2002  | 2021  |
| ----- | ----- | ----- |
| 8 123 | 8 255 | 9 150 |

### Répartition ethnique
Lors du recensement de 2002, la commune comptait :
- Macédoniens : 4 246 (51,43 %)
- Albanais :  1 887 (22,86 %)
- Bosniaques : 1 446 (17,47 %)
- Serbes : 415 (5,03 %)
- Roms : 134 (1,62 %)
- Turcs : 75 (0,91 %)
- Autres : 56 (0,68 %)